# Megareserva Baviaanskloof
La megareserva Baviaanskloof és una àrea protegida a la província del Cap Oriental, Sud-àfrica.

## Característiques
El Baviaanskloof - (en neerlandès "Vall dels babuïns") - es troba entre les serralades de Baviaanskloof i Kouga. El punt més oriental de la vall està a uns 95 km a nord-oest de la ciutat costanera de Port Elizabeth.
L'àrea de Baviaanskloof inclou un grup d'àrees protegides formals administrades per la Junta dels Parcs del Cap Oriental que totalitza al voltant de 500.000 hectàrees, dels quals la més coneguda són les 184.385 ha de la Baviaanskloof Nature Reserve, la tercera àrea protegida més gran de Sud-àfrica. La Reserva Forestal Baviaanskloof va ser establerta el 1920. També inclou la reserva natural de Groendal i la reserva natural de Formosa, i comprèn terrenys privats.
L'àrea de Baviaanskloof és d'una bellesa natural excepcional, a causa de les seves espectaculars formes terrestres, una gran diversitat de plantes i una gran varietat d'animals. L'àrea forma part del Patrimoni Mundial de la Regió florística del Cap des de 2004.